# Леннарт ван Ліроп
Леннарт ван Ліроп (20 травня 1994 , Гаага ) — нідерландський веслувальник, олімпійський чемпіон 2024 року, чемпіон світу та Європи.

## Виступи на Олімпіадах
| Олімпіада  | Дисципліна     | Місце |
| ---------- | -------------- | ----- |
| Париж 2024 | парні четвірки | 1     |

## Зовнішні посилання
- Леннарт ван Ліроп на сайті World Rowing (англійська)